# Verdon (rivier)
De Verdon is een 175 km lange zijrivier van de Durance in het zuiden van Frankrijk, in de regio Provence-Alpes-Côte d'Azur, op de grens van de departementen Var en Alpes-de-Haute-Provence. Zij ontspringt bij de col d'Allos in het massief van de Trois Evêchés en mondt uit in de Durance bij Vinon-sur-Verdon en Saint-Paul-lès-Durance. Daar vermengt het blauwe water van de Verdon zich met het bruine water van de Durance.
Tussen Castellane en de brug van Le Galetas loopt de rivier door een diepe kloof, de gorges du Verdon.

## Stuwdammen

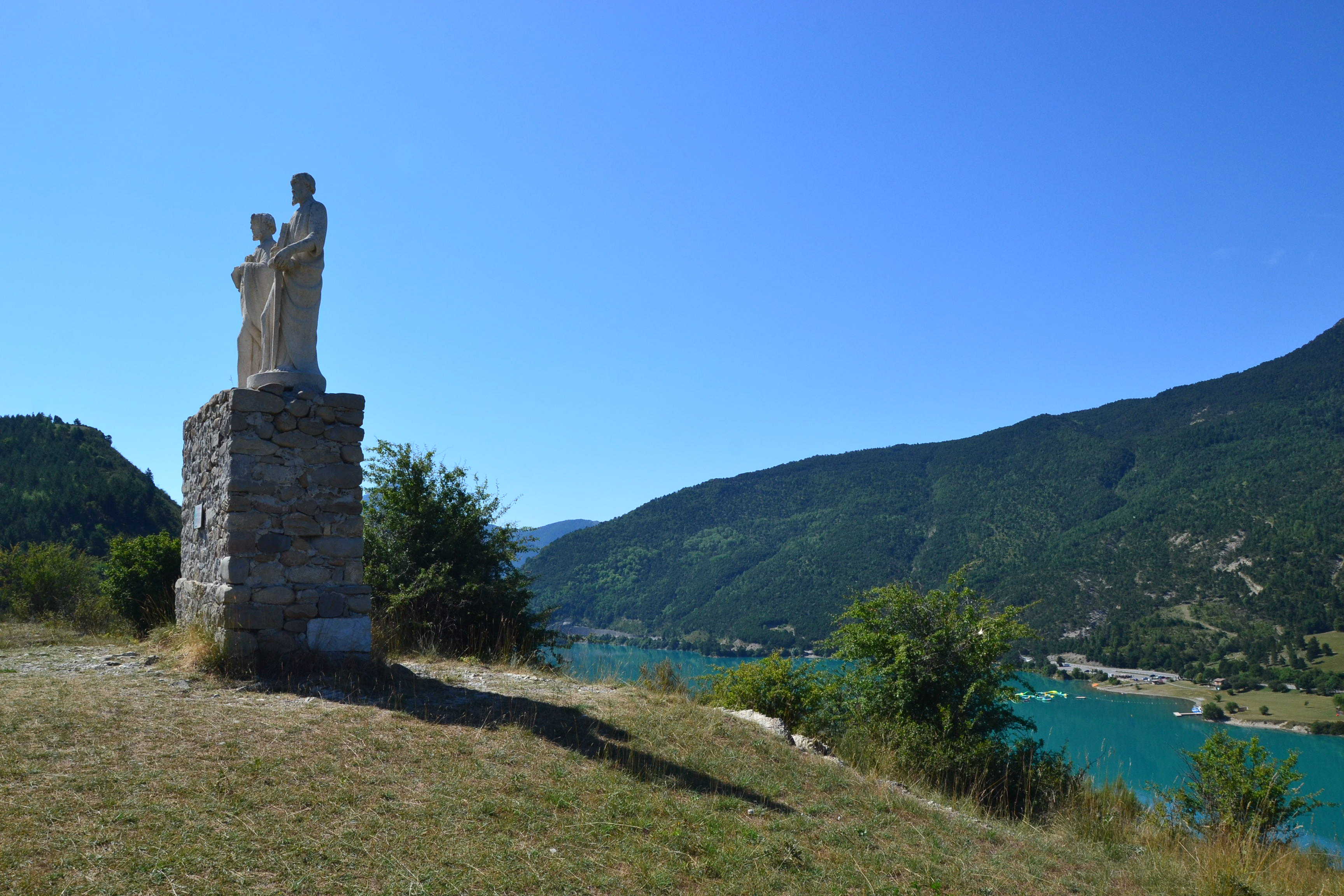
Gezicht op het Lac de Castillon

In 1945 werd de stuwdam van Castillon gebouwd op de Verdon en in 1952 de stuwdam van Chaudanne. In de jaren 1970 volgden de stuwdammen van Sainte Croix, Esparron en Quinson. Hierdoor werd de Verdon een van de belangrijkste bronnen van hydro-elektriciteit en van water voor irrigatie van de regio Provence-Alpes-Côtes d’Azur.